# Ben Horowitz
Benjamin Abraham Horowitz, conocido como Ben Horowitz (13 de junio de 1966, en Londres, Inglaterra) es un empresario e inversor estadounidense, además de bloguero y escritor. Fue el cofundador y CEO de la compañía de software Opsware, la cual fue adquirida por Hewlett-Packard en julio de 2007. Actualmente es el cofundador y socio general, junto con Marc Andreessen, de la sociedad de capital de riesgo Andreessen Horowitz. Cuenta con un blog titulado a16z, leído por más de diez millones de personas, donde escribe sobre sus experiencias como inversor y CEO. Es colaborador en el New York Times, Wall Street Journal, New Yorker, Fortune, Economist, y otros medios. Horowitz es el autor de The Hard Thing About Hard Things: Building a Business When There Are No Easy Answers, publicado en España por la editorial Libros de Cabecera con el título Emprender y liderar una startup: El duro camino hasta el éxito.

## Biografía
Horowitz creció junto con sus padres en Berkeley, California. Su padre, David Horowitz, era un escritor estadounidense conservador. En 1988, Horowitz realizó su licenciatura en informática en la Universidad de Columbia y, más tarde, realizó un máster en ciencias informáticas por la Universidad de California.
Tras los estudios, empezó su carrera profesional como ingeniero en Silicon Graphics en 1990. En 1995, Horowitz se incorporó con Marc Andreessen (inventor de Mosaic) en Netscape como director de proyecto. A causa de la potente presencia en el mercado de Microsoft, decidieron vender Netscape a la empresa America Online (AOL). Después de que Netscape fuese adquirido por AOL en 1998, sirvió de vicepresidente para la plataforma de comercio electrónico de AOL.
En septiembre de 1999, Horowitz cofundó Loudcloud con Marc Andreessen, Tim Howes y In Sik Rhee. Loudcloud ofreció infraestructura y servicios de Web-Hosting a clientes y empresas de internet tales como Ford Motor Company, Nike, Gannett Company, la Armada de los Estados Unidos y otras grandes organizaciones. En 2002, Horowitz llevó a cabo la transformación de Loudcloud a Opsware vendiendo la compañía a “Electronic Data Systems (EDS)”. Como CEO de Opsware generó 550 puestos de trabajo y alcanzó los 100 millones de dólares en ingresos anuales. En julio de 2007, vendió Opsware a Hewlett-Packard por 1.600 millones de dólares. 
Tras la venta de Opsware, trabajó como director general en HP Software, dirigiendo a 3.000 empleados y generando unos ingresos anuales de 2.800 millones de dólares.

## Andreessen Horowitz
En 2009, Horowitz y Andreessen lanzaron Andreessen Horowitz para asesorar e invertir en startups y empresas que quieren crecer tecnológicamente. Andreessen Horowitz empezó con una capitalización inicial de 300 millones de dólares y en tres años obtuvieron 2.700 millones de dólares a través de tres fondos. Andreessen Horowitz ha participado en empresas como Airbnb, Facebook, Foursquare, GitHub, Pinterest y Twitter.
Horowitz y Andreessen aparecieron en la lista de los inversores más exitosos de 2012 publicada por Forbes.